# Peter- und Paulskirche (Pfedelbach)

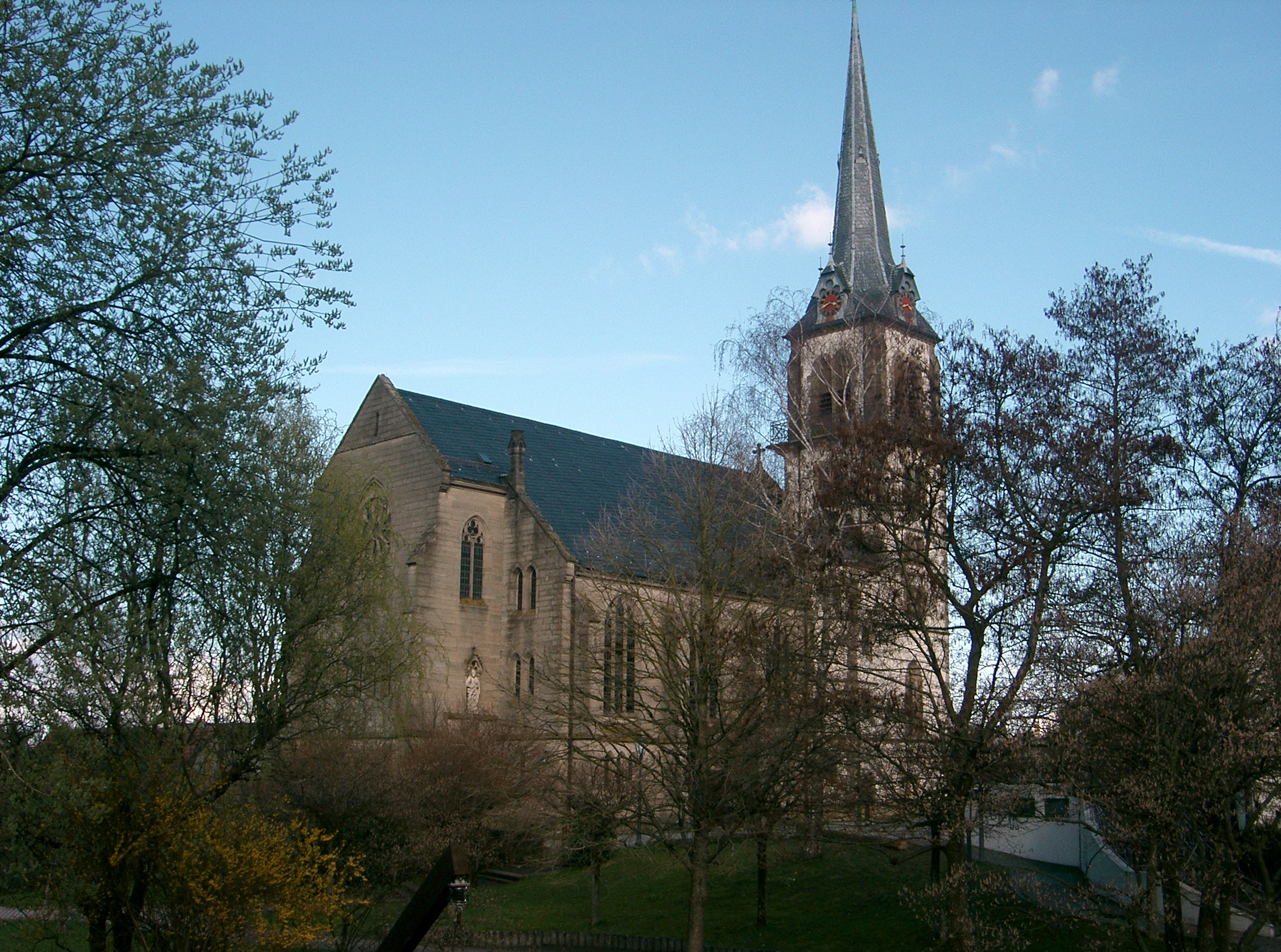
Peter- und Paulskirche in Pfedelbach

Die Peter- und Paulskirche ist ein evangelisches Kirchengebäude in Pfedelbach in Baden-Württemberg. Die Kirchengemeinde gehört zum Kirchenbezirk Öhringen der Evangelischen Landeskirche in Württemberg.

## Geschichte
Im Jahre 1556 wurde im Zuge der Reformation das Chorherrenstift Öhringen aufgelöst, und das Vermögen stand den Grafen von Hohenlohe für kirchliche Zwecke zur Verfügung. Nun konnte in Pfedelbach ein evangelischer Pfarrer angestellt werden. Die evangelische Peter- und Paulskirche in Pfedelbach wurde 1588 bis 1589 an Stelle einer alten gotischen Kapelle durch Gräfinwitwe Agathe von Hohenlohe-Pfedelbach erbaut. Die Geschichte der evangelischen Kirche ist eng mit dem Schloss Pfedelbach, das 1568 bis 1572 erbaut wurde, verbunden.
Die Apostel- und Prophetenbilder an der Empore sind wahrscheinlich Werke des Malers Joachim Georg Creutzfelder. In alten Kirchenbücher ist zu lesen: „1724 am Festtag Allerheiligen entschlief in Herrn nach ausgestandener schmerzlicher Krankheit endlich sanft und Stille die hochgeborene Gräfin Christina Juliana v. Hohenlohe-Pfedelbach, unseres gnädigen Grafen und Herrn Gräfin Schwester und wurde nach dero Wunsch und Begehren in hiesiger Kirche hinter dem Altar, den 8. November nach einem Leichzermon beerdigt …“. Der letzte evangelische Graf Ludwig Gottfried starb 1728 kinderlos. Vom katholischen Erben Graf Ferdinand zu Hohenlohe-Bartenstein erhielt die evangelische Kirche kaum Unterstützung. 1730 musste man den Kirchturm mit Eisenklammern stabilisieren. 1749 wurde die Kirche renoviert; die Fundamente hatten sich verlagert. 1890 stand die Kirche vor dem Einsturz und wurde auf Anordnung der Baupolizei geschlossen. Man riss die Kirche bis auf den Turm und den Chor ab. Für 105.000 Mark sollte der vom Architekten Frey aus Stuttgart entworfene Neubau entstehen. Zur Finanzierung wurden zwei Lotterien aufgelegt. In Öhringen entstand dazu ein Hilfskomitee, das u. a. einen Hilferuf für Pfedelbach veröffentlichte. Auch der Staat bewilligte Beiträge. Im Januar 1894 konnte die Kirche wieder eingeweiht werden. 1945 wurde die Kirche durch Artilleriebeschuss schwer beschädigt und wurde zunächst nur behelfsmäßig repariert. 1960 fand eine Innensanierung statt. Im Jahre 1963 baute man einen neuen Glockenstuhl ein und ersetzte die schweren Stahlglocken durch leichtere Bronzeglocken.
1992 wurde die neue Orgel des Orgelbauers Peter Plum eingeweiht.
Die Gruft der Gräfin Christina Juliana, deren Epitaph sich an der Nordseite des Chores befindet, wurde im Jahre 1999 bei der Renovierung der Heizungsanlage hinter dem Altar wieder aufgefunden. Im Mai 2008 wurde die Peter- und Paulskirche durch ein Unwetter mit starkem Hagelschlag beschädigt.

## Die evangelischen Pfarrer in Pfedelbach

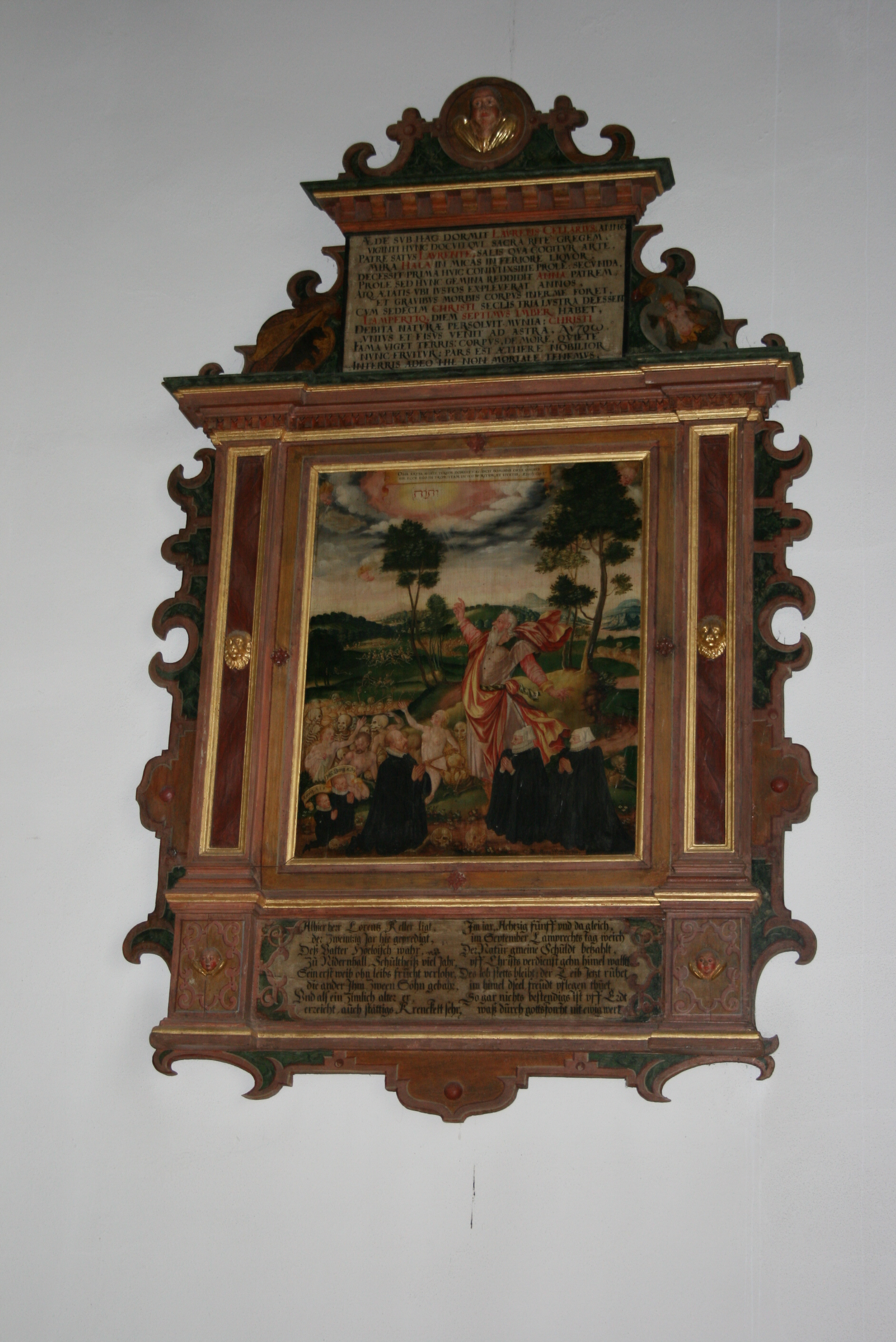
Epitaph des Pfarrers Lorenz Keller

### Lorenz Keller, erster evangelischer Hofprediger und Superintendent
Pfarrer Lorenz Keller, Hofprediger und Superintendent (Dekan), wirkte 20 Jahre lang in der Gemeinde Pfedelbach von 1565 bis 1585. Weil Pfedelbach zur Residenz ausersehen war, trug dies zur Verselbstständigung der Kirchengemeinde bei. Pfarrer Keller war zugleich auch Hofprediger und in seiner Eigenschaft als Dekan übte er die Aufsicht über Sindringen, das Ohrntal, Mainhardt und Unterheimbach im Rahmen des herrschaftlichen Konsistoriums aus. Seine Aufgabe bestand in der Aufsicht über Lehre und Gottesdienst, Kirche und Schuldiener und Handhabung der Kirchenzucht. Auch die Schulaufsicht unterstand ihm. Sein Epitaph befindet sich auf der Empore, rechts von der Orgel.

### Pfarrer Leonhard Käs
Superintendent Leonhard Käs war 30 Jahre (1634 bis 1664) lang Pfarrer in Pfedelbach gewesen. Nach seinem Tode wurde er unter der Kanzel begraben. Sein Epitaph zeigt eine düstere Todeslandschaft. Darin sehen wir ihn selbst mit seinen Frauen und vielen verstorbenen Kindern. Der Tod hatte damals eine reiche Ernte. Hunger und Pest rafften in Pfedelbach in den Jahren 1634 bis 1637 380 Menschen hinweg, auch zwei der Pfarrer. Nur langsam erholte sich Deutschland vom Dreißigjährigen Krieg, die Bevölkerung war auf die Hälfte geschwunden. Das Epitaph des Pfarrers Leonhard Käs befindet sich links von der Orgel auf der Empore.

### Provisorium 1562 bis 1567
- 1562 – 1563: M. Wolfgang Kühn
- 1563 – 1565: Sebastian Huber
- 1565 – 1567: Lorenz Keller

### Hofprediger und Superintendenten
- 1567 – 1585: Lorenz Keller aus Niedernhall
- 1586 – 1616: Johan Roesler aus Gemmrigheim
- 1616 – 1634: Hieronymus Schumeyer aus Höchstädt
- 1634 – 1664: Leonhard Käs aus Lindau
- 1664 – 1668: Michael Baumann aus Crailsheim
- 1669 – 1676: Georg Laub aus Augsburg
- 1677 – 1699: Johann Heinrich Holl aus Wertheim
- 1699 – 1702: Friedrich Apin
- 1702 – 1713: Joachim Albrecht Wagner aus Döttingen
- 1708 – 1718: Johann Georg Unkauf aus Göppingen
- 1718 – 1725: Johann Balthasar Bernhold aus Burgsalach
- 1721 – 1743: Johann Jakob Knapp aus Langenbeutingen
- 1728 – 1763: Ludwig Gottfried von Olnhausen aus Pfedelbach
- 1764 – 1781: Christof Friedrich Merkel aus Erbstetten

1781 verschwand die Superintendentur; die folgenden Amtsträger waren Pfarrer mit dem Titel Oberpfarrer.

### Oberpfarrer
- 1781 – 1800: Philipp Ernst Albert Hiller aus Öhringen, Diakon und Präzeptor seit 1761 in Pfedelbach
- 1801 – 1828: Johannes Mugler aus Niedernhall
- 1830 – 1865: Georg Friedrich Mugler aus Pfedelbach
- 1866 – 1872: Wilhelm Schiller aus Biberach/Heilbronn
- 1872 – 1883: Robert Dietrich aus Weikersheim
- 1884 – 1904: Christian Friedrich Ehemann aus Freetown / Afrika
- 1905 – 1920: Adolf Schiller aus Pfedelbach

Zwischen 1920 und 1922 war die Stelle nicht besetzt.

### Pfarrer
- 1922 – 1928: Hermann Streitberger aus Niederstetten
- 1929 – 1935: Dr. Otto Jäger aus Heilbronn
- 1935 – 1942: Theodor Stern aus Nsaba/Goldküste
- 1943 – 1958: Johannes Kienemann aus Rothau/Elsass
- 1958 – 1974: Heinz Müller aus Stuttgart
- 1974 – 1991: Sven Jacobsen aus Aufhausen
- 1991 – 2012: Wolfram Wild aus Öhringen
- 2001 – 2018: Klaus Mödinger
- 2013 – 2017: Claudia Kook
- 2018 – heute: Konrad Köhnlein
- 2019 – heute: David Mayer

Von 1617 bis 1905 gab es daneben noch einen zweiten Pfarrer (Diakon) und für kurze Zeit um 1700 sogar noch einen dritten Pfarrer und Konsistorialrat in Pfedelbach.

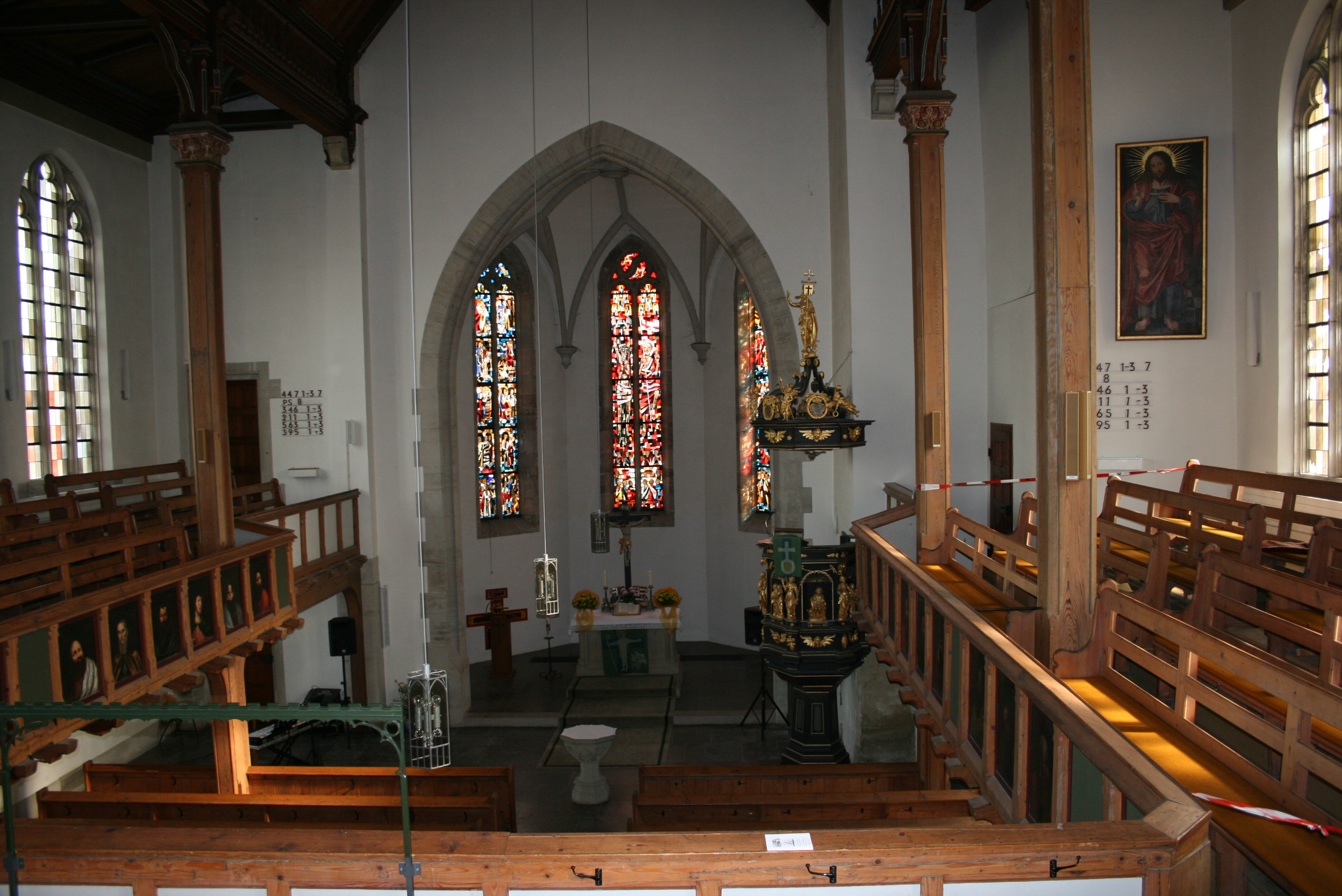
Altar und Schiff
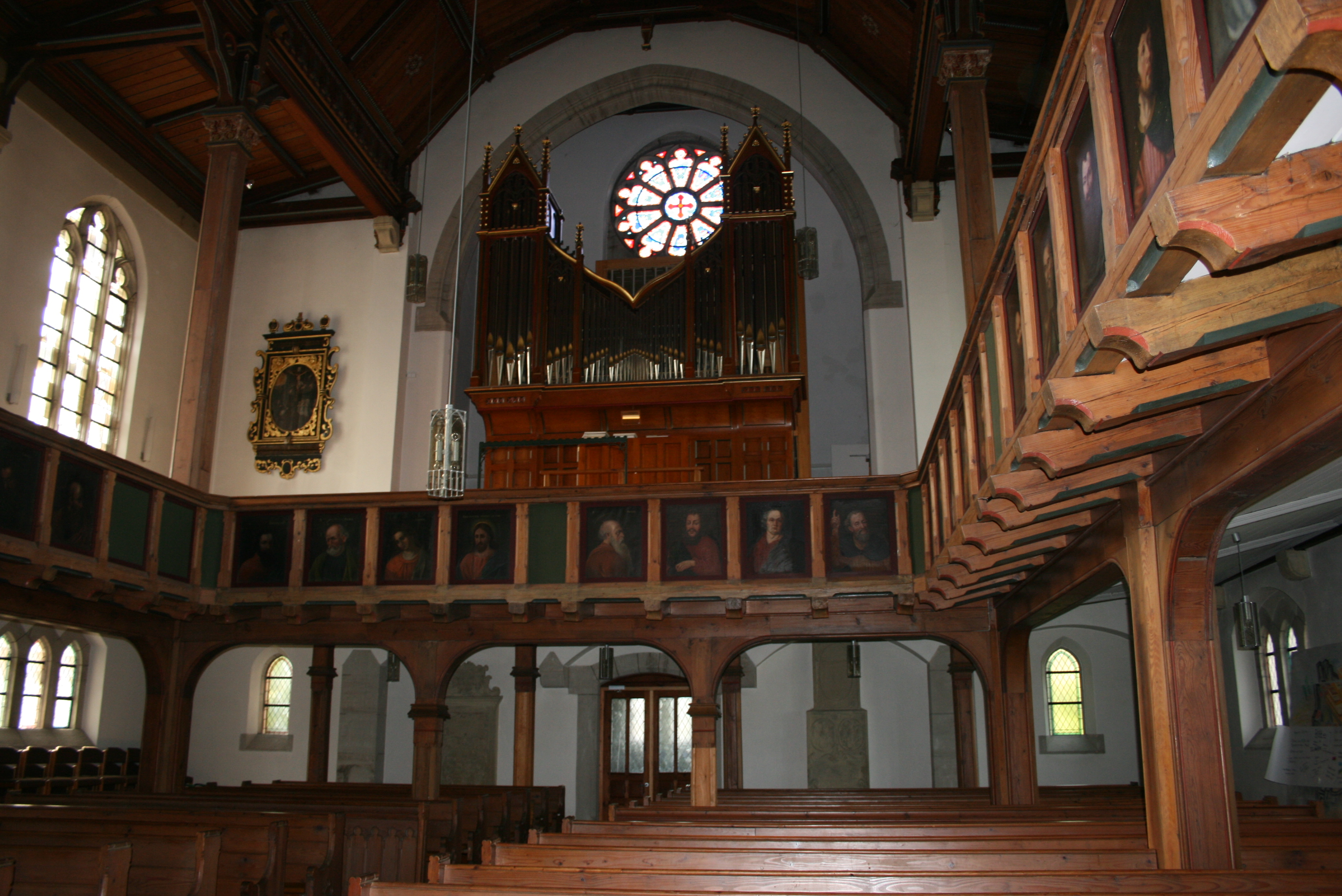
Die Empore mit der Orgel von 1992
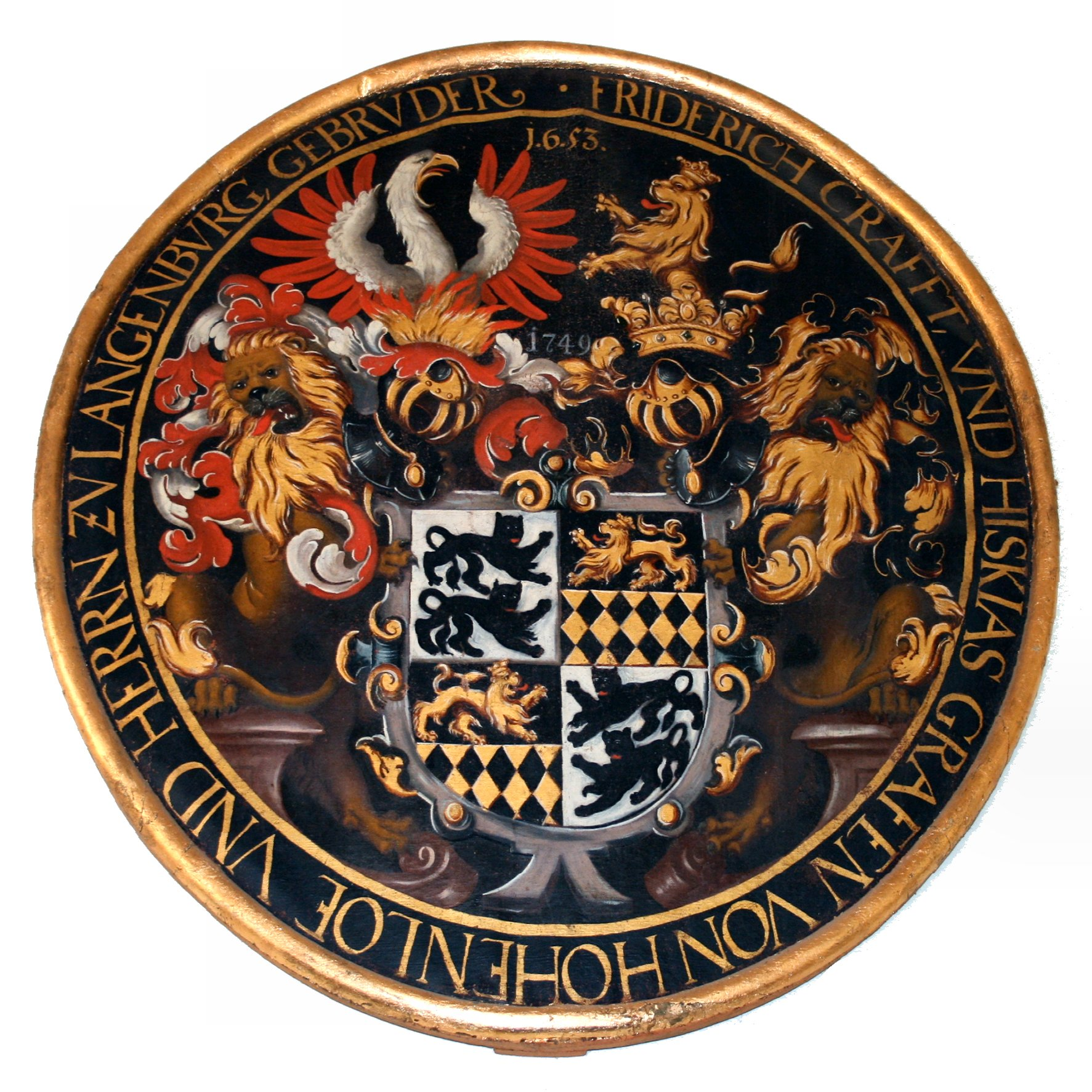
Hohenloher Wappen in der Peter- und Paulskirche

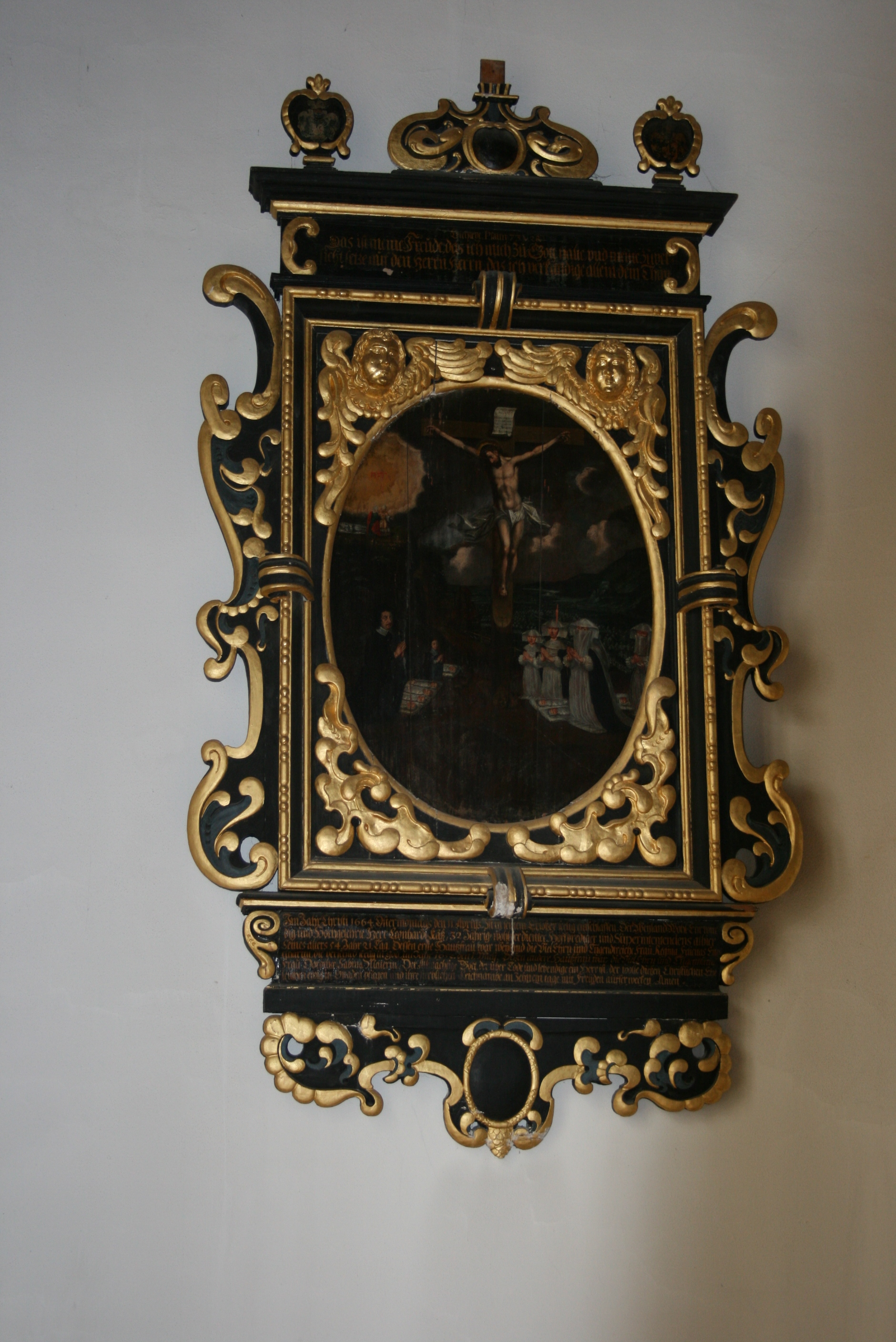
Epitaph des Pfarrers Leonhard Käs
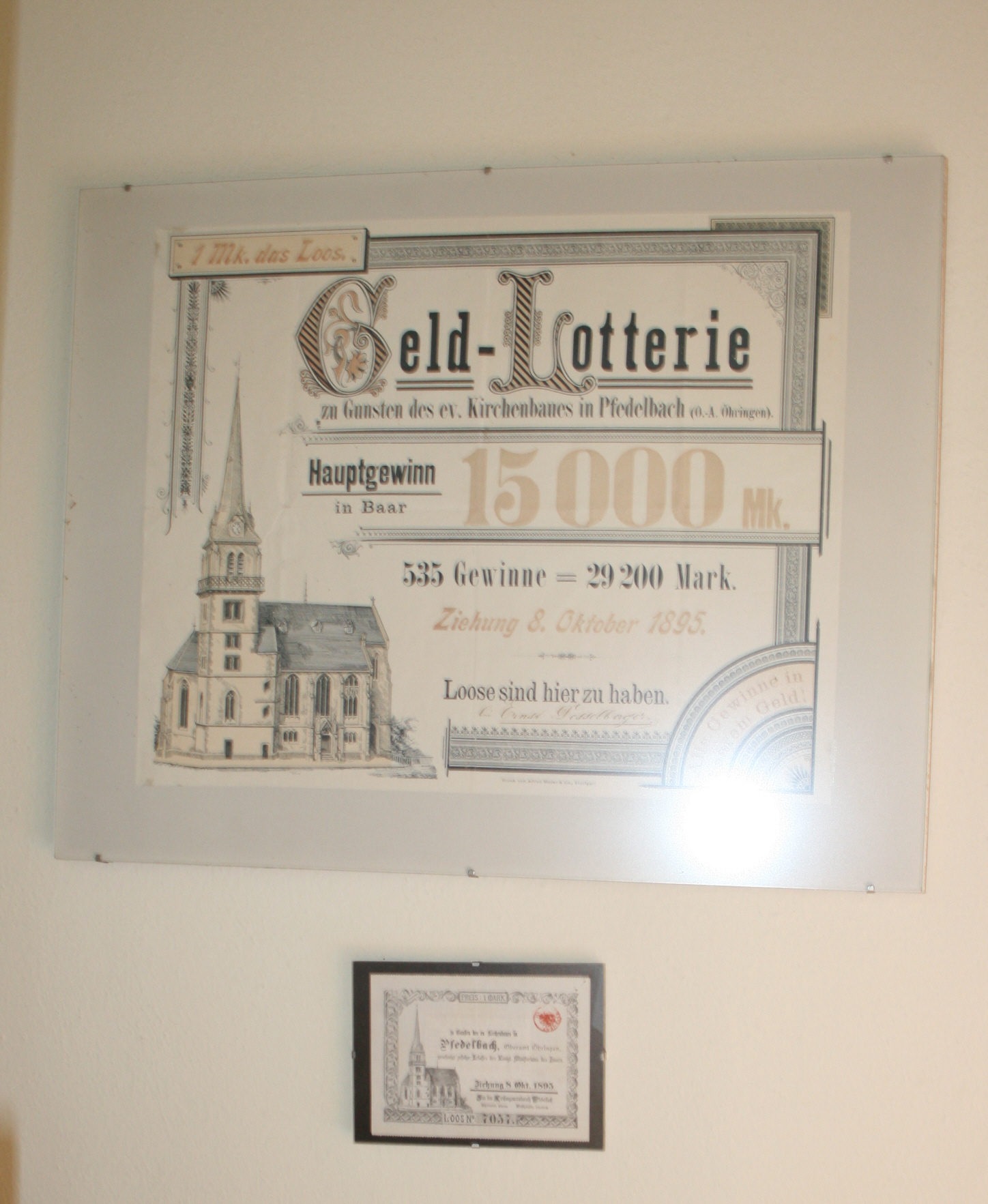
Geld – Lotterie von 1895
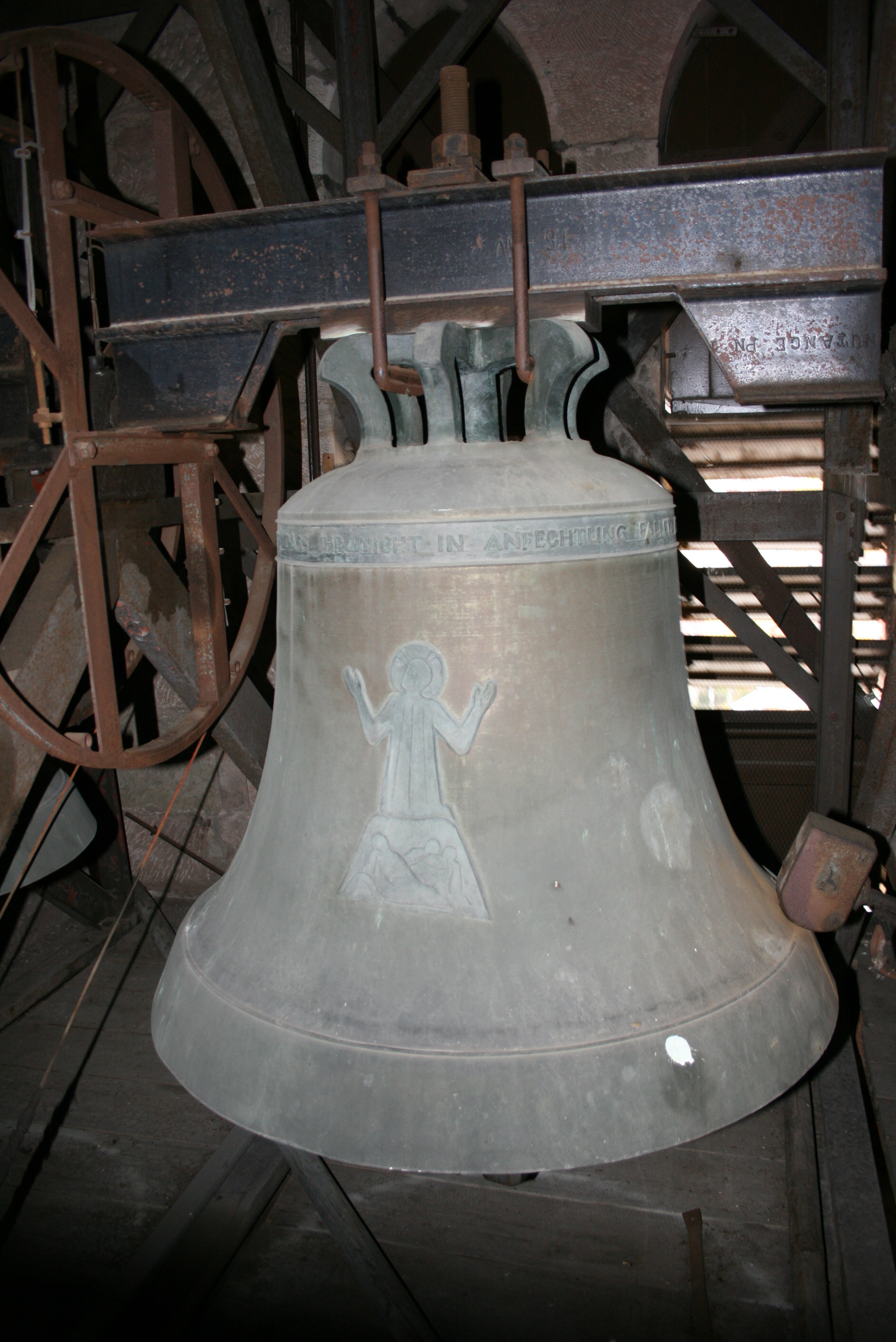
Eine der vier Bronzeglocken